# 언어계통론

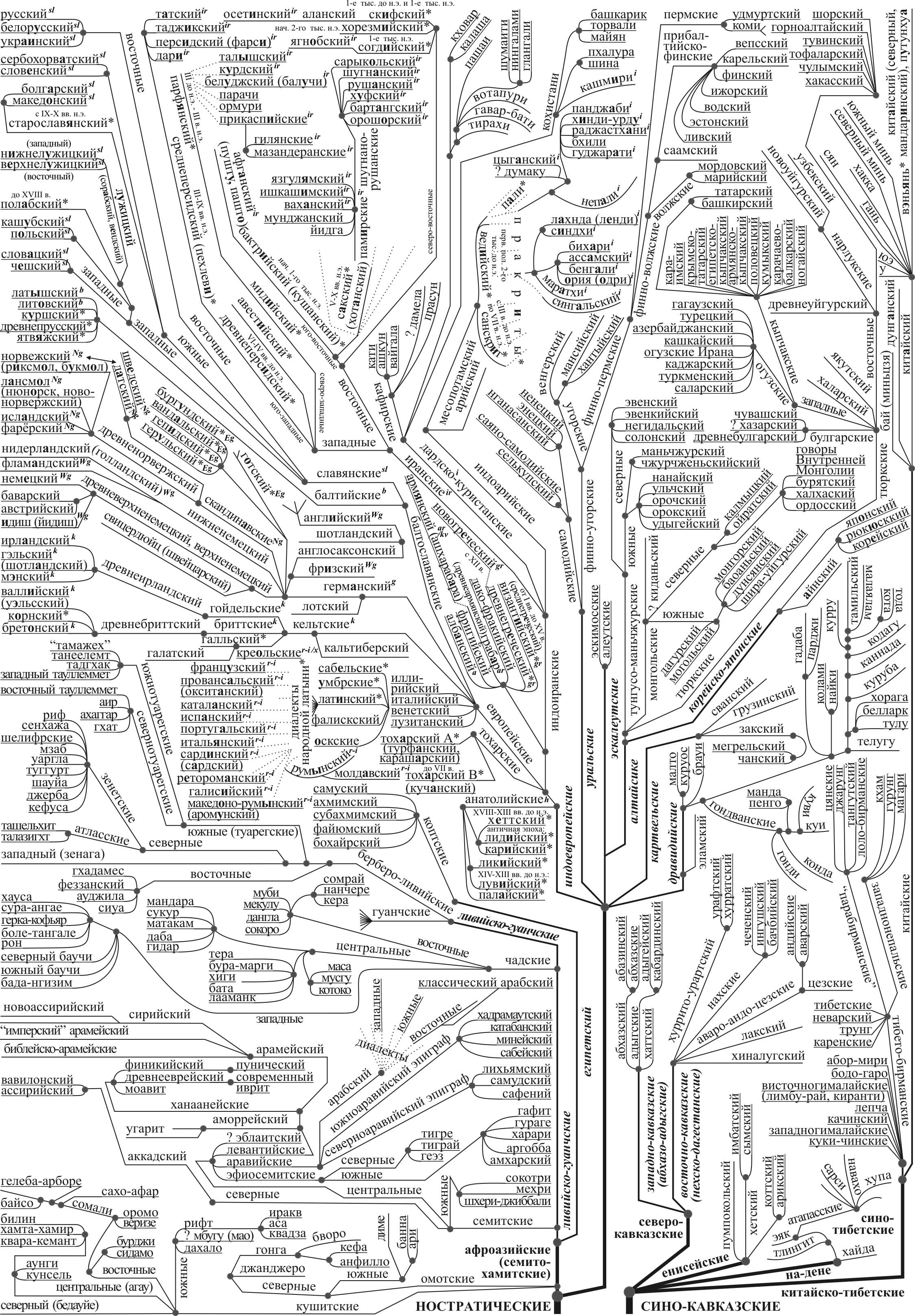

언어계통론(言語系統論, linguistic genealogy)은 비교언어학의 방법에 따라 언어의 계통을 대상으로 하는 역사언어학의 한 분야이며, 동일조어에서 갈라져 파생된 제언어에 대하여 그 계통적 관계, 혹은 그것이 존재하는지에 대하여 연구하는 분야이다 생물학에서의 계통학의 개념과 기본적으로 공통된다. 허나, 언어에는 언어접촉에 따른 혼합이 존재하므로, 분기하고서 긴 시간이 지난 언어의 계통적 관계를 특정하는 것에는 때때로 어려움이 따른다.

## 한국어 계통론
한국어(족)의 계통연구는 활발히 시도되고 있으나, 유의미한 결론은 나오지 않은 상태이다.

## 언어사
언어는 어족이라는 분류단위가 존재하나, 생물처럼 모든 언어가 계통분류되어 있지는 않다. 이는 언어접촉에 의한 혼합언어화, 크리올화 따위가 원인이라고 여겨진다. 언어는 확산과 혼효을 되풀이하며, 조어 자체가 혼합언어인 경우는 계통을 결정지을 수 없기 때문이다. 언어사(言語史)를 해명하기 위해서는 비교언어학과 함께 언어유형론도 논의되게 된다. 더욱이 분자인류학, 고고학 등을 통합한 학제연구도 불가결하다.

## 참고 문헌
- 村脇有吾（2016）「言語系統解明のための計算的取り組み」人工知能学会論文誌
- 小橋昌明・田中久美子 (2011) 「数理的手法を用いた日本語の系統に関する考察」言語処理学会 第 17 回年次大会 発表論文集

## 같이 보기
- 어족
- 비교언어학
- 비교 재구
- 언어연대학
- 계통학
- 분기학
- 계통분류학
- 계통수